# Liste des ministres français de l'Immigration
Cet article présente la liste des membres du gouvernement français chargés de l'immigration, de l'intégration ou des réfugiés.

## Historique
De 2007 à 2010, sous la présidence de Nicolas Sarkozy, a existé un Ministère de l'Immigration, de l'Intégration, de l'Identité nationale et du Codéveloppement (puis du Développement solidaire), fusionné de 2010 à 2012 en un Ministère de l'Intérieur, de l'Outre-mer, des Collectivités territoriales et de l'Immigration.
Le gouvernement français a compté auparavant de nombreux autres portefeuilles chargés de l'immigration ou des immigrés, notamment :
- Blaise Diagne, Commissaire général chargé du contrôle des militaires français d'origine coloniale et des militaires et travailleurs indigènes originaires des possessions africaines dépendant du Ministère des Colonies[1] de 1918 à 1920,
- Philippe Serre, Sous-secrétaire d'État au Service de l'Immigration et des étrangers en 1938,
- André Postel-Vinay, premier de plusieurs Secrétaires d’État chargé des travailleurs immigrés dans les années 1970 et 1980, ou
- Kofi Yamgnane, premier de plusieurs Secrétaires d’État à l'intégration dans les années 1990 et 2000.

Depuis 2012, il n'y a plus eu en France de ministre de l’Immigration ou de l’Intégration.
Les dates indiquées sont les dates de prise ou de cessation des fonctions, qui sont en général la veille de la date du Journal Officiel dans lequel est paru le décret de nomination.

## Troisième République
| Ministre ou Secrétaire d'État | Intitulé | Ministre de tutelle | Intitulé              | Gouvernement | Début           | Fin             | Chef de l'État   |
| ----------------------------- | --- | ------------------- | --------------------- | ------------ | --------------- | --------------- | ---------------- |
| Blaise Diagne                 | Commissaire général chargé du contrôle : 1° des militaires français d'origine coloniale et 2° des militaires et travailleurs indigènes originaires des possessions africaines dépendant du Ministère des Colonies | Henry Simon         | Ministre des Colonies | Clemenceau 2 | 11 octobre 1918 | 20 janvier 1920 | Raymond Poincaré |
| Philippe Serre                | S. S. d'État Service de l'Immigration et des étrangers | Camille Chautemps   | Président du Conseil  | Chautemps 4  | 18 janvier 1938 | 13 mars 1938    | Albert Lebrun    |
| Robert Schuman                | S. S. d'État Services des réfugiés | Philippe Pétain     | Président du Conseil  | Pétain       | 16 juin 1940    | 12 juillet 1940 | Albert Lebrun    |

## Gouvernement provisoire de la République française et Quatrième République
| Ministre ou Secrétaire d'État | Intitulé                                 | Ministre de tutelle | Intitulé       | Gouvernement | Début             | Fin              | Chef de l'État    |
| ----------------------------- | ---------------------------------------- | ------------------- | -------------- | ------------ | ----------------- | ---------------- | ----------------- |
| Henri Frenay                  | Ministre Prisonniers, Déportés, Réfugiés | Plein exercice      | Plein exercice | de Gaulle 1  | 10 septembre 1944 | 21 novembre 1945 | Charles de Gaulle |

## Cinquième République
| Ministre ou Secrétaire d'État | Intitulé                                                                                           | Ministre de tutelle | Intitulé                                                                 | Gouvernement                    | Début            | Fin              | Chef de l'État           |
| ----------------------------- | -------------------------------------------------------------------------------------------------- | ------------------- | ------------------------------------------------------------------------ | ------------------------------- | ---------------- | ---------------- | ------------------------ |
| André Postel-Vinay            | Secrétaire d’État (travailleurs immigrés)                                                          | Michel Durafour     | Ministre du travail                                                      | Chirac 1                        | 28 mai 1974      | 22 juillet 1974  | Valéry Giscard d'Estaing |
| Paul Dijoud                   | Secrétaire d’État (travailleurs immigrés)                                                          | Michel Durafour     | Ministre du travail                                                      | Chirac 1                        | 22 juillet 1974  | 27 août 1976     | Valéry Giscard d'Estaing |
| Paul Dijoud                   | Secrétaire d’État (travailleurs immigrés)                                                          | Christian Beullac   | Ministre du travail                                                      | Barre 1                         | 27 août 1976     | 30 mars 1977     | Valéry Giscard d'Estaing |
| Lionel Stoléru                | Secrétaire d’État                                                                                  | Christian Beullac   | Ministre du travail                                                      | Barre 2                         | 1er avril 1977   | 6 avril 1978     | Valéry Giscard d'Estaing |
| Lionel Stoléru                | Secrétaire d’État (travailleurs manuels et immigrés)                                               | Robert Boulin       | Ministre du travail et de la participation                               | Barre 3                         | 6 avril 1978     | 29 octobre 1979  | Valéry Giscard d'Estaing |
| Lionel Stoléru                | Secrétaire d’État (travailleurs manuels et immigrés)                                               | Jean Mattéoli       | Ministre du travail et de la participation                               | Barre 3                         | 8 novembre 1979  | 22 mai 1981      | Valéry Giscard d'Estaing |
| Aucun                         | Aucun                                                                                              | Aucun               | Aucun                                                                    | Mauroy 1                        | 22 mai 1981      | 22 juin 1981     | François Mitterrand      |
| François Autain               | Secrétaire d’État chargé des immigrés                                                              | Nicole Questiaux    | Ministre de la solidarité nationale                                      | Mauroy 2                        | 23 juin 1981     | 29 juin 1982     | François Mitterrand      |
| François Autain               | Secrétaire d’État chargé des immigrés                                                              | Pierre Bérégovoy    | Ministre des affaires sociales et de la solidarité nationale             | Mauroy 2                        | 29 juin 1982     | 24 mars 1983     | François Mitterrand      |
| Georgina Dufoix               | Secrétaire d’État chargée de la famille, de la population et des travailleurs immigrés             | Pierre Bérégovoy    | Ministre des affaires sociales et de la solidarité nationale             | Mauroy 3                        | 24 mars 1983     | 23 juillet 1984  | François Mitterrand      |
| Aucun                         | Aucun                                                                                              | Aucun               | Aucun                                                                    | Fabius, Chirac 2, Rocard 1 et 2 | 23 juillet 1984  | 15 mai 1991      | François Mitterrand      |
| Kofi Yamgnane                 | Secrétaire d’État chargé des affaires sociales et de l'intégration                                 | Jean-Louis Bianco   | Ministre des affaires sociales et de l'intégration                       | Cresson                         | 16 mai 1991      | 4 avril 1992     | François Mitterrand      |
| Kofi Yamgnane                 | Secrétaire d’État chargé de l'intégration                                                          | René Teulade        | Ministre des affaires sociales et de l'intégration                       | Bérégovoy                       | 4 avril 1992     | 30 mars 1993     | François Mitterrand      |
| Aucun                         | Aucun                                                                                              | Aucun               | Aucun                                                                    | Balladur                        | 30 mars 1993     | 17 mai 1995      | François Mitterrand      |
| Éric Raoult                   | Ministre chargé de l'intégration et de la lutte contre l'exclusion                                 | Plein exercice      | Plein exercice                                                           | Juppé 1                         | 18 mai 1995      | 6 novembre 1995  | Jacques Chirac           |
| Éric Raoult                   | Ministre délégué à la ville et à l'intégration                                                     | Jean-Claude Gaudin  | Ministre de l'aménagement du territoire, de la ville et de l'intégration | Juppé 2                         | 6 novembre 1995  | 4 juin 1997      | Jacques Chirac           |
| Aucun                         | Aucun                                                                                              | Aucun               | Aucun                                                                    | Jospin, Raffarin 1 et 2         | 4 juin 1997      | 30 mars 2004     | Jacques Chirac           |
| Catherine Vautrin             | Secrétaire d’État à l'intégration et à l'égalité des chances                                       | Jean-Louis Borloo   | Ministre de l'emploi, du travail et de la cohésion sociale               | Raffarin 3                      | 31 mars 2004     | 28 octobre 2004  | Jacques Chirac           |
| Nelly Olin                    | Ministre déléguée à l'intégration, à l'égalité des chances et à la lutte contre l'exclusion        | Jean-Louis Borloo   | Ministre de l'emploi, du travail et de la cohésion sociale               | Raffarin 3                      | 28 octobre 2004  | 31 mai 2005      | Jacques Chirac           |
| Aucun                         | Aucun                                                                                              | Aucun               | Aucun                                                                    | Villepin                        | 2 juin 2005      | 15 mai 2007      | Jacques Chirac           |
| Brice Hortefeux               | Ministre de l'immigration, de l'intégration, de l'identité nationale et du codéveloppement         | Plein exercice      | Plein exercice                                                           | Fillon 1                        | 18 mai 2007      | 18 juin 2007     | Nicolas Sarkozy          |
| Brice Hortefeux               | Ministre de l'immigration, de l'intégration, de l'identité nationale et du codéveloppement         | Plein exercice      | Plein exercice                                                           | Fillon 2                        | 19 juin 2007     | 17 mars 2008     | Nicolas Sarkozy          |
| Brice Hortefeux               | Ministre de l'immigration, de l'intégration, de l'identité nationale et du développement solidaire | Plein exercice      | Plein exercice                                                           | Fillon 2                        | 18 mars 2008     | 15 janvier 2009  | Nicolas Sarkozy          |
| Éric Besson                   | Ministre de l'immigration, de l'intégration, de l'identité nationale et du développement solidaire | Plein exercice      | Plein exercice                                                           | Fillon 2                        | 15 janvier 2009  | 13 novembre 2010 | Nicolas Sarkozy          |
| Brice Hortefeux               | Ministre de l'intérieur, de l'outre-mer, des collectivités territoriales et de l'immigration       | Plein exercice      | Plein exercice                                                           | Fillon 3                        | 14 novembre 2010 | 27 février 2011  | Nicolas Sarkozy          |
| Claude Guéant                 | Ministre de l'intérieur, de l'outre-mer, des collectivités territoriales et de l'immigration       | Plein exercice      | Plein exercice                                                           | Fillon 3                        | 27 février 2011  | 10 mai 2012      | Nicolas Sarkozy          |